# Solmaris corona
Solmaris corona is een hydroïdpoliep uit de familie Solmarisidae. De poliep komt uit het geslacht Solmaris. Solmaris corona werd in 1861 voor het eerst wetenschappelijk beschreven door Keferstein & Ehlers. 